# Нову-Оризонти (микрорегион)

Нову-Оризонти на карте.

Нову-Оризонти (порт. Microrregião de Novo Horizonte) — микрорегион в Бразилии, входит в штат Сан-Паулу. Составная часть мезорегиона Сан-Жозе-ду-Риу-Прету. 
Население составляет 	79 222	 человека (на 2010 год). Площадь — 	2 435,159	 км². Плотность населения — 	32,53	 чел./км².

## Демография
Согласно сведениям, собранным в ходе переписи 2010 г. Национальным институтом географии и статистики (IBGE), население микрорегиона составляет:						
| Полное население                             | Полное население                             | Полное население                             | Полное население                             | 79 222 |
| -------------------------------------------- | -------------------------------------------- | -------------------------------------------- | -------------------------------------------- | ------ |
| в том числе:                                 | Городское население                          | 71 099                                       | Процент городского населения, %              | 89,75  |
|                                              | Сельское население                           | 8 123                                        | Процент сельского населения, %               | 10,25  |
|                                              | Мужское население                            | 39 882                                       | Процент мужского населения, %                | 50,34  |
|                                              | Женское население                            | 39 340                                       | Процент женского населения, %                | 49,66  |
| Плотность населения, чел/км²                 | Плотность населения, чел/км²                 | Плотность населения, чел/км²                 | Плотность населения, чел/км²                 | 32,53  |
| Население микрорегиона в % к населению штата | Население микрорегиона в % к населению штата | Население микрорегиона в % к населению штата | Население микрорегиона в % к населению штата | 0,19   |

## Статистика
- Валовой внутренний продукт на 2003 составляет 1 091 594 790,00 реалов (данные: Бразильский институт географии и статистики).
- Валовой внутренний продукт на душу населения на 2003 составляет 14 726,76 реалов (данные: Бразильский институт географии и статистики).
- Индекс развития человеческого потенциала на 2000 составляет 0,796 (данные: Программа развития ООН).

## Состав микрорегиона
В составе микрорегиона включены следующие муниципалитеты:
1. Ирапуан
2. Итажоби
3. Марапоама
4. Нову-Оризонти
5. Салис
6. Урупес